# Palazzo delle Poste (Latina)
Il Palazzo delle Poste, fino al 1945 Ricevitoria Postelegrafonica di Littoria, è un edificio postale di Latina, situato in piazzale dei Bonificatori.
Costruito nel 1932 in stile razionalista con influenze futuriste, riscontrabili nell'utilizzo di ampie superfici vetrate e di volumi verticali, oltre che per la presenza di l’utilizzo di materiali e scelte di design molto in voga all'epoca come, come i mattoni a vista, il travertino di Tivoli e l'Anticorodal (una lega di alluminio), ospita l'ufficio postale Latina Centro.

## Storia
Progettato nel 1932 dall'architetto e ingegnere Angiolo Mazzoni su commissione del Ministero delle comunicazioni, fu costruito in occasione della fondazione dell'allora città Littoria e inaugurato, assieme alla città, il 18 dicembre 1932 alla presenza di Benito Mussolini e delle massime autorità del regime fascista come Galeazzo Ciano.
Il sopralluogo per scegliere il luogo su cui erigere la costruzione fu effettuato il 17 aprile 1932, oltre che da Mazzoni, dal commissario dell'amministrazione delle Poste e Telegrafi Cozzolini e dall'ingegner Pappalardo dell'Associazione Nazionale Combattenti. Oriolo Frezzotti inviò a Mazzoni i disegni del suo Piano Regolatore per Littoria, in cui era contenuto uno schizzo dell'area in cui era previsto l'insediamento della nuova sede postale postale. Per l'esecuzione dei lavori fu messa a disposizione dal Ministero la somma di 890.000 L.

Il giorno dopo l'inaugurazione, sulla Gazzetta del Popolo, Filippo Tommaso Marinetti scrisse:
 Tuttavia, nel 1934, le grate antimalariche vennero smantellate su ordine diretto del Duce perché avrebbero significato un ridimensionamento della supposta "vittoria" nella battaglia ecologica contro la malattia, nonostante venissero ancora registrati all'epoca alti tassi di mortalità a causa della malaria.

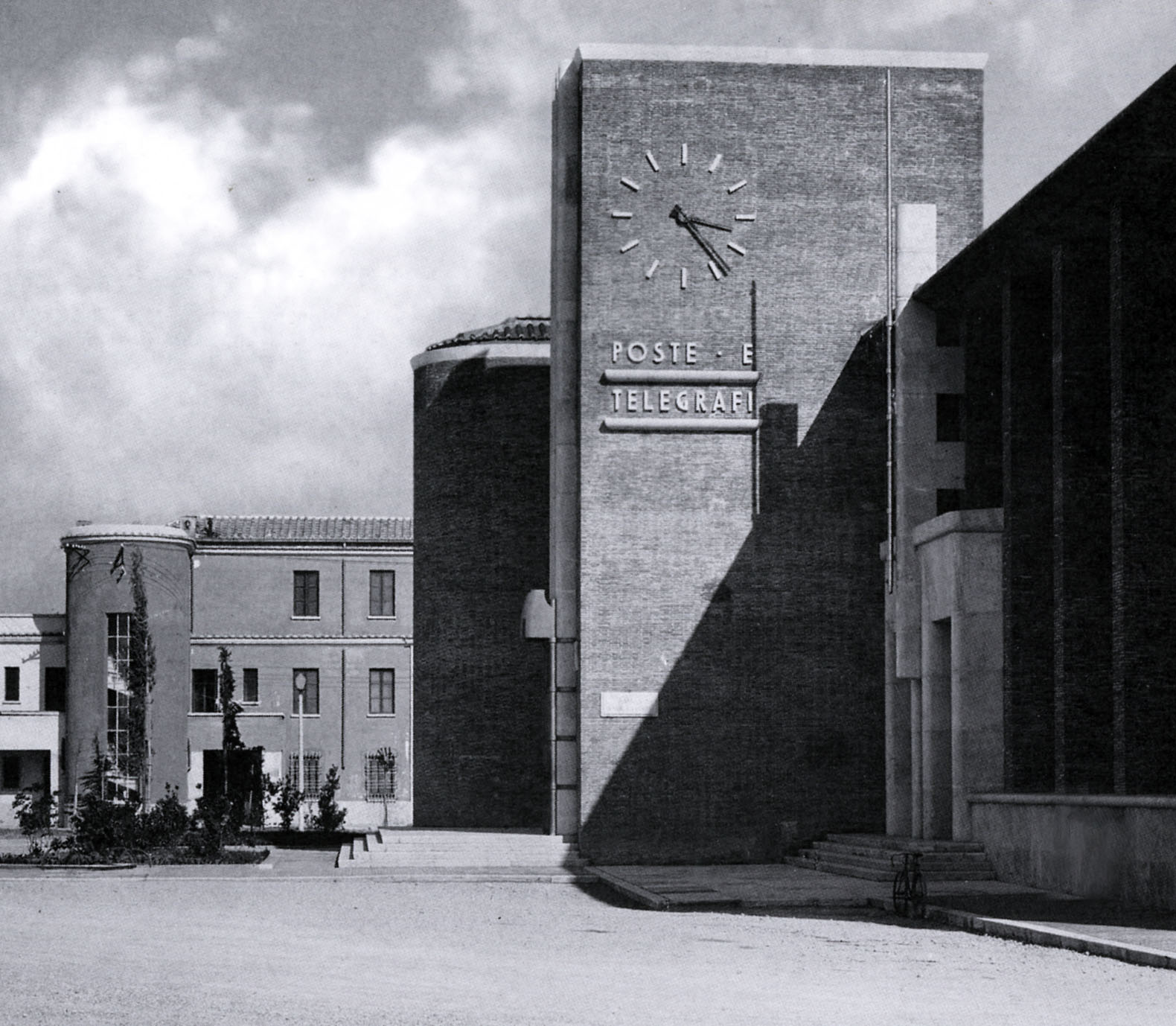
Il Palazzo delle Poste di Latina in una foto del 1934

Sempre nel 1934 Littoria venne promossa capoluogo di provincia: Mazzoni curò il progetto per l'ampliamento della struttura, ma il disegno che ne scaturì fu bocciato dal neoministro Umberto Puppini che, ravvisando un contrasto tra l'ubicazione del nuovo edificio e l'assetto urbanistico previsto dal Piano Regolatore vigente, consigliò come possibile soluzione l'ubicazione in asse col viale Principessa di Piemonte (oggi viale Italia). Mazzoni studiò pertanto un piano conforme al volere delle amministrazioni.
Dopo l'intervento di ampliamento del 1934 non si registrarono altri interventi significativi fino al 1960 quando venne ritenuto indispensabile un ulteriore ampliamento dell'immobile in vista dell'espansione demografica a cui era soggetta la città. Si susseguirono svariati lavori che modificarono progressivamente il palazzo preesistente sino alla soluzione definitiva nel 1963. Venne quindi realizzato un edificio con struttura portante in calcestruzzo armato, dopo ultimato la demolizione quasi totale della pianta costruita nel 1932. Dopo questo grande intervento, che snaturò radicalmente l'opera originaria concepita da Mazzoni, si susseguirono interventi di manutenzione straordinaria interna. Durante alcuni lavori nel 1969, fu rimossa anche la scalinata esterna, facendo sì che dell’edificio originario rimanesse solo il lato stretto a nord.

## Nella cultura di massa
Nel 2003, in occasione del 70º anniversario dalla costruzione, l'Istituto Poligrafico e Zecca dello Stato emise un francobollo rappresentante il palazzo.